# Kooperativa Kvinnogillesförbundet

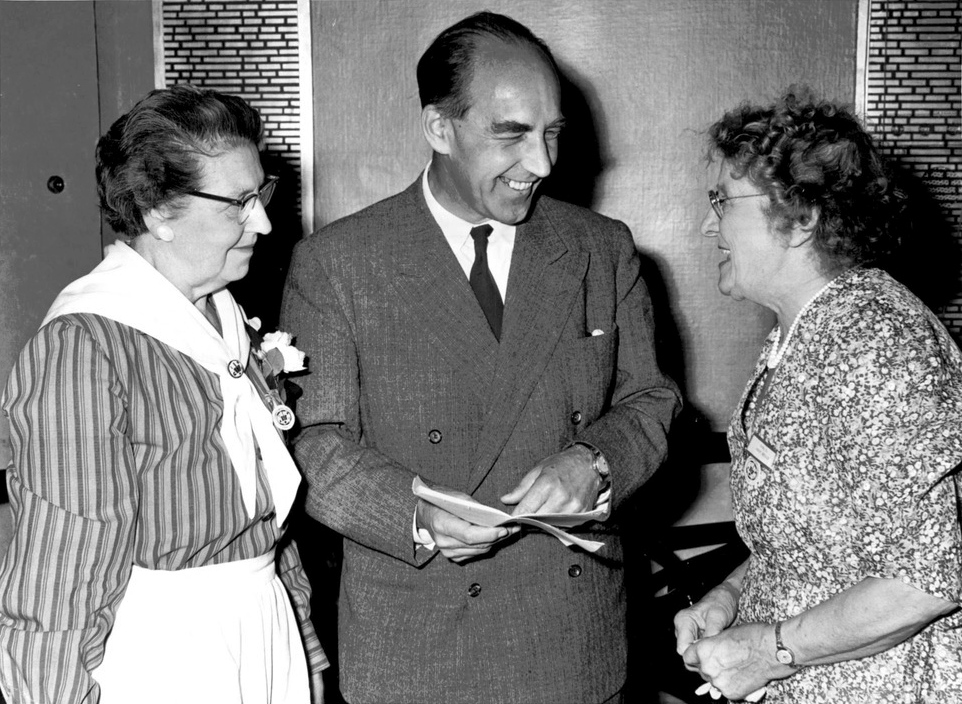
Från vänster ordföranden i Kooperativa kvinnoförbundsgillet, Signe Åberg, fil.dr. Mauritz Bonow, och presidenten i internationella kooperativa kvinnogillesförbundet, Cecily Cook, London, kongressen 1957.

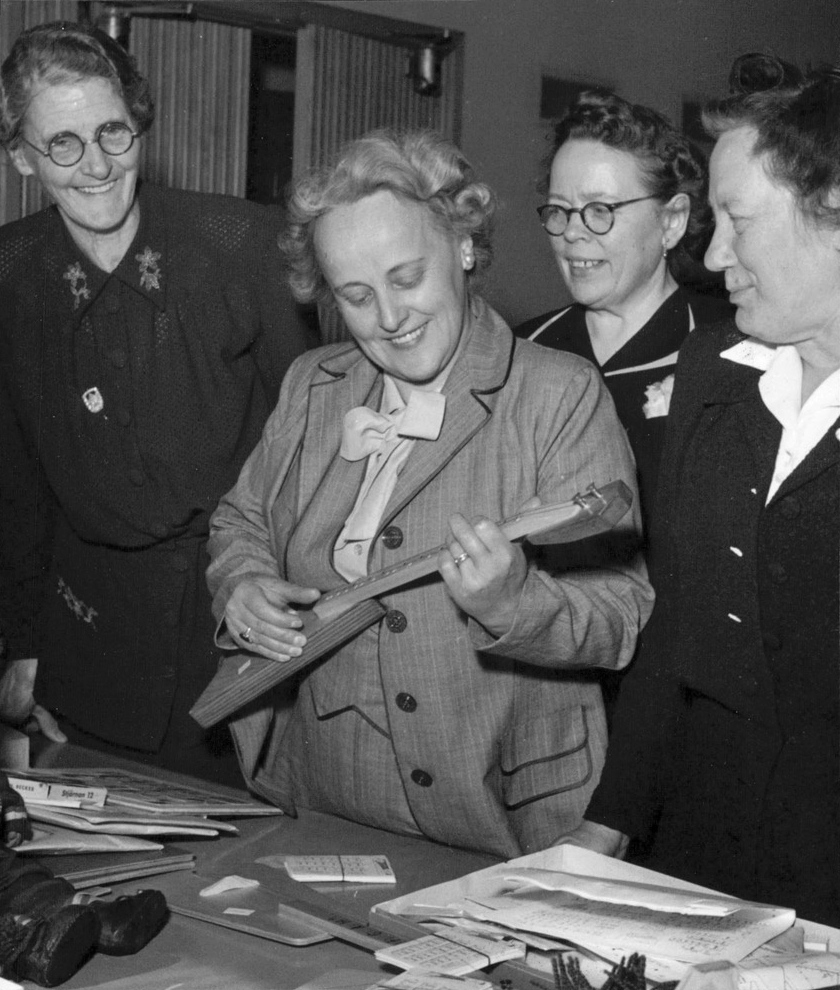
Cooperative-Women-s-Guild-Associations-exhibition-142365681101

Kooperativa Kvinnogillets förbund, även kallad Kooperativa kvinnogillesförbundet och Kooperativa Kvinnogillet, var en svensk kooperativ kvinnoförening, grundad 1907. Det var en underorganisation till Kooperativa Förbundet, och var i sin tur paraplyorganisation för de lokala kooperativa kvinnogillena. Den omvandlades 1979 till Kooperativa konsumentgillesförbundet, tillät även manliga medlemmar, och upphörde då att vara en kvinnoförening.
Kooperativa Kvinnogillesförbundet var bland annat representerat i Husmödrarnas samarbetskommitté och var anslutet bland annat till Föreningen Norden, Musikfrämjandet, Centralkommittén för fredsfrågor och tillhörde från 1921 Internationella kooperativa kvinnogillesförbundet (International Co-operative Women’s Guild, ICWG).

## Historik

### Bakgrund
Det Kooperativa Förbundet var vid sitt grundande 1899 starkt mansdominerat. Detta var fallet även i förebildslandet Storbritannien, där den kooperativa rörelsen utvecklats under 1800-talet. Kooperativen tilldelade varje medlem en röst, men då kvinnor ännu inte hade rösträtt i samhället i övrigt, tillämpade även kooperativen i början principen ”En medlem en röst” i praktiken som ”En man en röst”, det vill säga samma princip som i övrigt rådde i samhället. Kvinnor fick bli medlemmar i KF, men i praktiken var det svårt för dem att göra sin röst hörd. 

### Grundande
Martin Sundell, som 1905 blev förbundssekreterare för KF, var övertygad om att kooperationens idé skulle lyckas om man hade med sig kvinnorna, som ju huvudsakligen skötte inköpen till hushållen. Han startade därför den 11 november 1906 det första kvinnogillet i Eskilstuna, och året därpå grundade han tillsammans med sin fru Ester Sundell "Kooperativa kvinnogillesförbundet". De lokala kvinnogillena sammanslöt sig under Kooperativa Kvinnogillets förbund.

### Verksamhet
En idé bakom kvinnogillena var att de skulle fungera som en utbildning i kooperation, ekonomi och föreningsarbete, men det var också ett sätt för kooperativen att tillvarata det faktum att kvinnor normalt var de som gjorde inköp till hushållen. De hade därmed en expertis som konsumenter som kunde vara till nytta för kooperativen, och kvinnogillena skulle fungera som kvinnornas röst inom KF för att hjälpa kooperativen att stå sig i konkurrensen med privata köpmän om hemmens köpkraft, där kvinnorna spelade en ledande roll. 
Kvinnogillena behövdes eftersom det länge var svårt för kvinnor att göra sin röst hörd i det ordinarie KF. Så sent som 1929 fanns det fortfarande lokala avdelningar av KF som förbjöd gifta kvinnor att bli medlemmar av KF med hänvisning till stadgarna, trots att det inte fanns något i stadgarna som förbjöd detta.  
KF var intensivt verksam med informationskampanjer, för att få kvinnor att stödja kooperativen genom att handla kooperativt. KF samarbetade med ABF och Brunnsviks folkhögskola, och öppnade 1918 en studieavdelning som utvecklades till brevskola, sommarskolor, folkhögskolor och utbildningsverksamhet på Vår Gård.

## Media
Det utgav tidskriften Vi och våra gillen : meddelande från Kooperativa kvinnogillesförbundet.